# Oleg Sentsov
Oleg Gennadyevich Sentsov (tiếng Ukraina: Олег Геннадійович Сенцов, Oleh Hennadiovych Sentsov) là một nhà làm phim và nhà văn người Ukraina, sinh trưởng ở Bán đảo Krym, nổi tiếng nhất với bộ phim năm 2011 Gamer. Sau khi Krym bị sáp nhập vào Nga, ông bị bắt ở Krym và bị kết án 20 năm tù bởi một tòa án của Nga về tội làm kế hoạch cho các hành vi khủng bố. Tội trạng này được mô tả rộng rãi như là bịa đặt.
Vào ngày 14 tháng 5 năm 2018, ông thực hiện một cuộc tuyệt thực không hạn định để phản đối việc giam giữ 65 tù nhân chính trị Ukraina tại Nga và yêu cầu họ được thả. Sau 87 ngày tuyệt thực, sức khỏe của anh hoàn toàn yếu kém. Theo một số nhà bình luận, Putin quyết định để Sentsov chết.

## Tiểu sử
Sentsov sinh ngày 13 tháng 7 năm 1976 tại Simferopol, tỉnh Krym, Cộng hòa Xã hội chủ nghĩa Xô viết Ukraina. Năm 1993-1998, ông là một sinh viên kinh tế ở Kiev. Hai phim ngắn đầu tiên của ông là A Perfect Day for Bananafish (2008) và The Horn of a Bull (2009). Gamer, cuốn phim đầu tay của anh, ra mắt tại Liên hoan phim quốc tế Rotterdam năm 2012. Thành công của nó trong lễ hội này và các lễ hội khác đã giúp ông đảm bảo tài trợ cho cuốn phim tiếp theo Rhino, sản xuất đã bị trì hoãn do công việc của ông với phong trào phản đối Euromaidan. Nó được lên kế hoạch bắt đầu quay vào mùa hè năm 2014.
Sau khi các cuộc biểu tình Euromaidan bộc phát từ tháng 11/2013, Sentsov trở thành nhà hoạt động của phong trào chính trị xã hội "AutoMaidan" và trong cuộc khủng hoảng Krym 2014, ông đã giúp cung cấp thực phẩm và vật liệu cho quân nhân Ukraina bị mắc kẹt trong căn cứ Krym của họ. Sentsov cho biết, ông không công nhận sự sáp nhập Krym vào Nga.